# 江西工程学院
27°48′48″N 114°53′24″E / 27.81333°N 114.89°E
江西工程学院是中华人民共和国一所位于江西省新余市的民办本科院校。

## 历史沿革
- 1983年10月，在江西钢厂（新余良山镇）筹建无线电培训班。

- 1992年12月， 经江西省委教委批准成立江西渝州电子工业学院。

- 1994年9月，设立新余渝州高级职业学校。

- 1997年3月，经江西省教授批准，国家教育部备案，江西渝州电子工业学院被列为江西省首批国家学历文凭考试试点院校。更名为江西渝州电子工业专修学院。

- 2000年8月，江西渝州电子工业专修学院附属中学正式成立。

- 2001年3月，江西渝州电子工业专修学院与澳大利亚布克希尔学院展开联合办学。

- 2001年4月，更名为江西渝州科技职业学院。

- 2002年6月，江西渝州科技职业职业学院“抱石艺术学院”成立。

- 2014年5月，教育部批准该校设立本科高校江西工程学院。

- 2014年11月，江西工程学院与泰国博仁学院、马来西亚史丹福学院展开联合办学。

### 院系設置
- 电子工程与管理学院（School of Electronic Engineering and Management）
- 环境与能源学院（School of Environment and Energy）
- 商学院（School of Business）
- 抱石艺术学院（School of Bouldering Art Institute）
- 机电工程学院（School of Mechanical and Electrical Engineering）
- 会计与金融工程学院（School of Accounting and Finance Engineering）
- 建设与管理学院（School of Construction and Management）
- 外语外贸学院（School of Foreign Studies）
- 物联网工程学院（School of Internet of Things Engineering）

## 著名校友
- 孙清焕 - 木林森股份有限公司董事长
- 李国平 - 广州鸿利光电股份有限公司董事长

## 外部連結
- 官方网站